# Сигурд Слембе
Сигурд Слембе (Слемби) или  Сигурд Слембидьякон (Sigurðr slembidjákn) (ок. 1100 — 12 ноября 1139, Валер) — норвежский конунг эпохи гражданских войн. Объявил себя незаконнорождённым сыном короля Магнуса III Голоногого. После убийства Харальда Гилли (1136) провозгласил себя королём, но не нашёл поддержки у населения. Погиб в битве у Серого Острова в 1139 году.
```

  

    

      

        

          
N

        

        

        

        

          
B

        

      

    

    
{\displaystyle \mathrm {N} \!\!\mathrm {B} }

  

 (
*
) Есть несколько вариантов перевода прозвища Сигурда в русскоязычной литературе: 
Злой
[
1
]
, 
Злой Дьякон
[
2
]
, 
Шумный
[
3
]
.
```

## Биография

### Юность
Согласно саге, Сигурд Слембе вырос в Норвегии в семье священника Адальбрикта и Торы Сакседоттир из Викена. Тора была сестрой Сигрид Сакседоттир, наложницы Магнуса III Голоногого, таким образом, Сигурд был двоюродным братом Олафа Магнуссона, короля (соправителя) Норвегии в 1103—1115 годах. В молодости Сигурд был отдан в священнослужение. Впоследствии он был хиротонисан во диакона.
Сага описывает его как очень сильного и умелого мужчину, однако, очень неуживчивого и заносчивого, за что получил прозвище «Слембидьякон» (Злой или Шумный дьякон). Когда Сигурд вырос, он узнал от матери, что является незаконнорождённым сыном покойного короля Магнуса Голоногого. После этого Сигурд не сразу стал претендовать на престол — он много путешествовал, посетил Иерусалим, жил на Оркнейских островах, а затем в Шотландии у короля Давида I.
После своих путешествий в 1135 году Сигурд Слембе отправился в Данию, где в присутствии пяти епископов прошёл испытание огнём, доказав истинность своих слов относительно родства с Магнусом III. Харальд IV Гилли поспешил заявить, что все слова Сигурда — ложь, а сам он является простым сыном священника.

### Гражданская война в Норвегии
В следующем 1136 году Сигурд приехал в Норвегию и потребовал, чтобы Харальд Гилли признал его своим братом и соправителем. Естественно, Харальд, не желавший отдавать власть, отказался признавать притязания «брата». Более того, Харальд обвинил Сигурда в убийстве своего друга, сына оркнейского ярла, по имени Торкель Приёмыш (по словам Харальда это случилось во время пребывания Сигурда на Оркнейских островах). Сигурд Слембе был приговорен к смертной казни. Но Сигурду удалось сбежать от людей короля, пришедших его казнить.
Ночью 14 декабря 1136 года Сигурд, который сумел выведать, где находится Харальд Гилли, вломился в его покои со своими людьми, один из которых убил короля. Сигурд рассчитывал на поддержку, но люди, собравшиеся перед домом великого конунга, назвали его братоубийцей и цареубийцей, объявили Сигурда и его людей вне закона и стали угрожать оружием. Сигурд Слембе и его дружина вынуждены были скрываться. Новыми королями—соправителями были провозглашены дети убитого Харальда Гилли Инге I Горбун и Сигурд II.
Сигурд Слембе срочно стал искать поддержки в Норвегии, однако всякий раз он был вынужден спасаться бегством из того или иного города, так как местное население знало о его деяниях. На помощь Сигурду пришёл его сводный брат Магнус IV Слепой, свергнутый некогда Харальдом Гилле. Магнус Слепой после свержения так же, как и когда-то сам Сигурд Слембе, находился в монастыре. Магнусу удалось собрать большое войско сторонников в Оппланне. Между войском Магнуса и войсками, во главе которых формально стоял малолетний Инге I, произошла битва, в которой войска Инге победили (именно в этой битве Инге получил увечья, за что впоследствии будет прозван Горбуном).
Сигурд Слембе и Магнус отправились в Данию, просить помощи у датского короля. По пути они участвовали во множестве битв, а также совершили множество грабительских набегов на Викен, Вагар, Хордаланн. По прибытии в Данию Сигурд и Магнус получили поддержку от короля Эрика II Памятливого. В ноябре 1139 года норвежско-датские войска Сигурда Слембе и Магнуса Слепого и войска малолетних королей Инге и Сигурда II сошлись у Хвалерских островов.
12 ноября 1139 года произошла битва у Серого Острова (Хольменгро) в архипелаге Хвалир в Эстфолле. В королевском флоте было 20 кораблей, а во флоте претендентов — 30, но, несмотря на численное превосходство, вскоре именно их войска начали уступать, причём в самом начале битвы 18 датских кораблей покинули место сражения. Вскоре погиб Магнус Слепой, а вслед за этим королевские воины перебрались на корабль Сигурда Слембе и стали убивать его людей. Почти все войско Сигурда Слембе погибло.
Сигурд Слембе сумел спастись, прыгнув с корабля за борт, но вскоре он был предан одним из своих людей, и его местонахождение было выдано. Тьостольф Алисон, воспитатель короля Инге, начал допрашивать Сигурда, но даже на допросе тот продолжал утверждать, что является сыном короля Магнуса. Сигурд был приговорен к жестокой казни: ему сломали руки и ноги, содрали заживо кожу, сломали хребет и бездыханное тело повесили. Друзья Сигурда из Дании прибыли за его телом, которое было погребено в церкви Марии в городе Алаборг, местоположение которого до сих пор не удается определить.

### Семья
Сигурд Слембе был женат на Аудхильд Торлейфсдоттир, дочери Торлефа Маддадсона.

## Образ в культуре
Фигура и деятельность Сигурда Слембе легли в основу поэтической трилогии «Сигурд Злой» (1862 год) — главного произведения раннего периода творчества Бьёрнстерне Бьёрнсона, норвежского писателя и лауреата Нобелевской премии по литературе за 1903 год.